# ロザリー・フィユール
ロザリー・フィユール（Rosalie Filleul、出生時の名前: Anne-Rosalie Boquet、1752年 - 1794年7月24日）は、フランスの画家である。肖像画や静物画である。パリの画家組合（l'Académie de Saint-Luc）の会員であった。フランス革命時に処刑された。

## 略歴
パリで、装飾画家で商人の父親、Blaise Boquetとミニアチュール画家のMarie-Rosalie Halléの娘に生まれた。叔父のルイ＝ルネ・ブーケ（Louis-René Boquet）はオペラの衣装デザイナーであった。ガブリエル・ブリアール（Gabriel Briard: 1715–1777) という画家から絵を学んだ。1774年にパリの展覧会に出展し批評家から高く評価された。肖像画や静物画を描いた。1777年にルイ16世に仕えるルイ・フィユール・ド・ベヌ（Louis Filleul de Besne）と結婚した。ルイ16世とマリー・アントワネットが住むミュエット宮殿の女官として働いた。結婚によって画家としての活動は少なくなったが、この時期に1776年からパリで外交官として活動していたベンジャミン・フランクリンと知り合いフランクリンの肖像画を残している。
1788年に夫が脳卒中で亡くなった後、遺産を受け取り、王家から年金を受け取り、肖像画家としても働いた。
フランス革命には好意的であったとされるが、ルイ16世らが処刑された後、慣習に従って葬儀に参加した。宮廷の家具類の処分に関わり、国家に属する財産を盗んだという罪に問われ、画家クロード・ジョセフ・ヴェルネの娘のマルグリット・エミリー・シャルグランとともに1794年に断頭台で処刑された。

## 作品

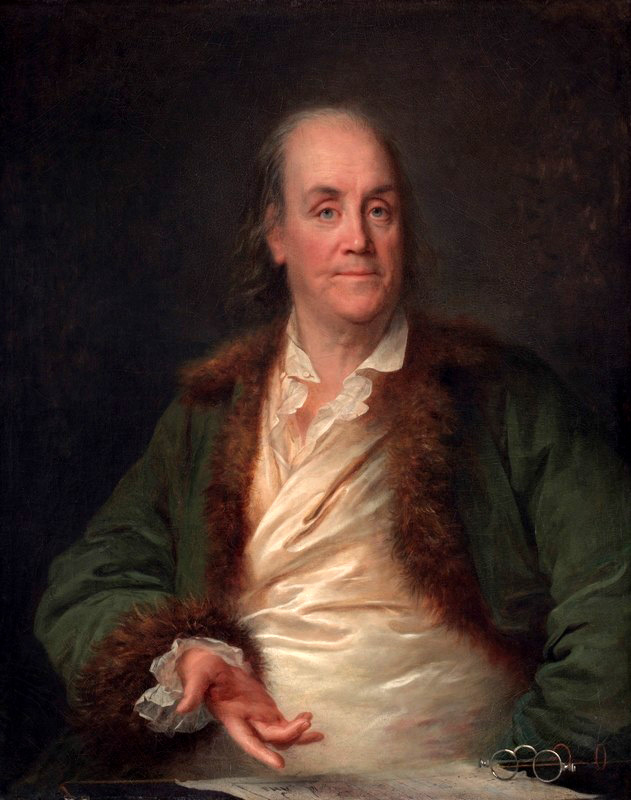
ベンジャミン・フランクリンの肖像画
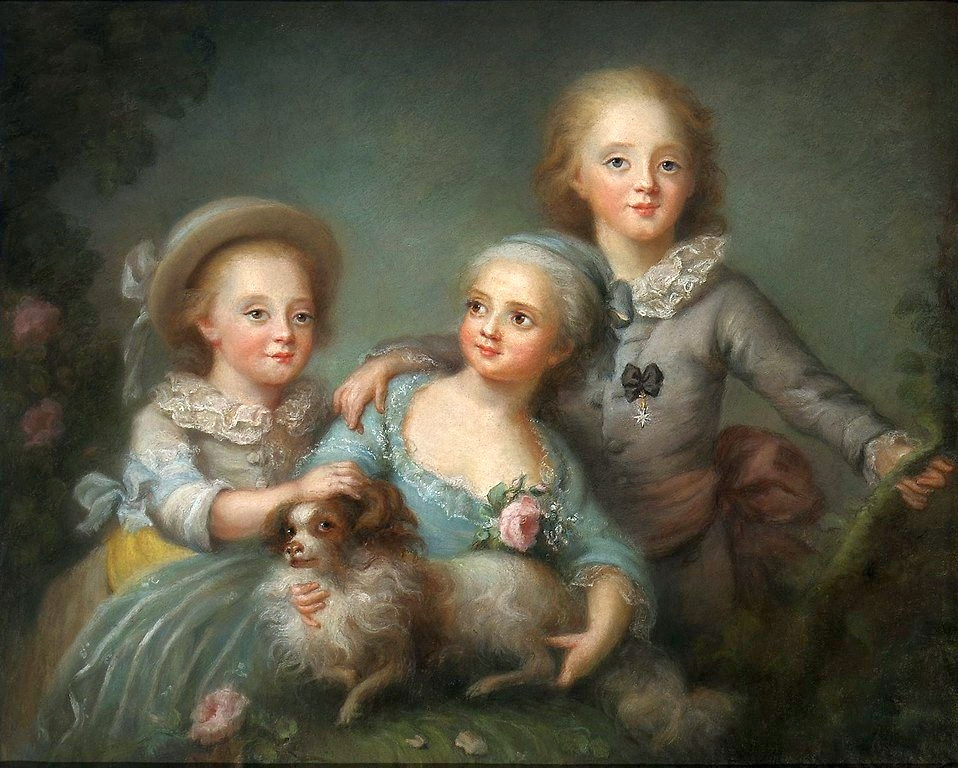
アルトワ伯爵の子供たち
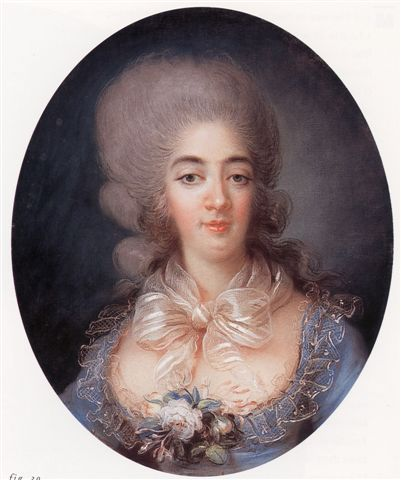
マリー・ジョゼフィーヌ・ド・サヴォワ(c.1780) Musée Bertrand
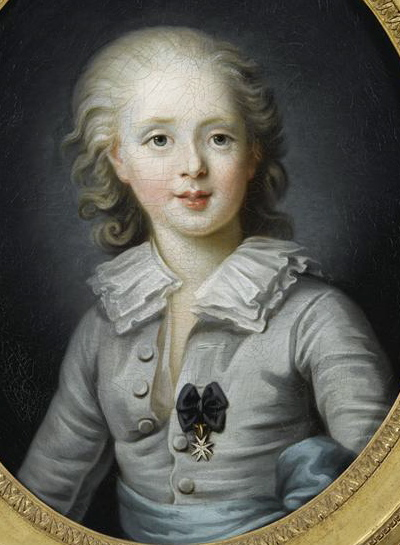
少年時代のアングレーム公